# Couratari gloriosa
Couratari gloriosa är en tvåhjärtbladig växtart som beskrevs av Noel Yvri Sandwith. Couratari gloriosa ingår i släktet Couratari, och familjen Lecythidaceae. Inga underarter finns listade i Catalogue of Life.